# Appius Annius Gallus
Appius Annius Gallus est un sénateur et général romain du Ier siècle, consul suffect en 67 et lieutenant d'Othon.

## Biographie

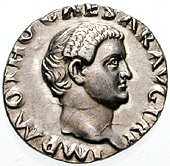
Denier à l'effigie d'Othon.

Il est consul suffect durant le règne de Néron dans la seconde moitié de 67.
Pendant l'année des quatre empereurs, il devient un allié d'Othon et l'aide à assassiner le précédent empereur Galba,. Il sert ensuite comme légat, à l'instar de Titus Vestricius Spurinna, sous les ordres du nouvel empereur Othon dans son expédition contre Aulus Vitellius dans le nord de l'Italie,,,.
Il est envoyé par Othon occuper les rives de la rivière du Pô, avec plusieurs contingents, et prend une position défensive autour de Mantoue. Annius Gallus va au secours de Spurinna et lorsque Alienus Caecina, général de Vitellius, tente de prendre d'assaut de Plaisance. Quand Caecina assiège Plaisance, Annius Gallus se hâte avec un détachement de son armée au secours de la ville,,.
En avril, les armées d'Othon et Vitellius manœuvrent pour obtenir un avantage stratégique et Annius Gallus prépare ses hommes à marcher vers le camp principal de Bedriacum. Il fait une chute de cheval qui le blesse, cependant il peut assister au dernier conseil de guerre personnellement. Il envoie un messager avec les conseils de retarder la bataille, que l'armée d'Othon est en infériorité numérique,,. Annius Gallus manque la bataille de Bedriacum, mais essaie ensuite d'organiser ce qui reste des légions d'Othon mais il ne peut empêcher Othon d'attenter à sa vie,,,.
Pendant le bref règne de Vitellius, Annius Gallus s'est retiré de la vie publique.
Après la mort de Vitellius fin 69, Vespasien est devenu empereur romain. Il est convoqué par Marcus Licinius Crassus Mucianus, un représentant du vainqueur,. Mucien lui demande son aide pour mettre fin à la révolte de Caius Iulius Civilis, en Germanie supérieure,. Annius Gallus est envoyé avec Quintus Petillius Cerialis mettre fin à la rébellion. Bien que c'est une mission militaire difficile, en quelques mois la rébellion a pris fin et les tribus sont soumises,, Gallus ayant fait face aux Lingons tandis que Cerialis soumet les Trévires. Les deux généraux restaurent la paix et l'ordre pour l'Empire.
Une fois la rébellion matée, Annius Gallus est en bonne relation avec la dynastie des Flaviens.

## Famille
Il épouse probablement une fille de Publius Trebonius, consul suffect en 53.
Il est probablement le père du consul éponyme en 108 Publius Annius Trebonius Gallus, le grand-père d'Appius Annius Trebonius Gallus, consul suffect en 139 et arrière-grand-père de Appia Annia Regila, épouse d'Hérode Atticus.

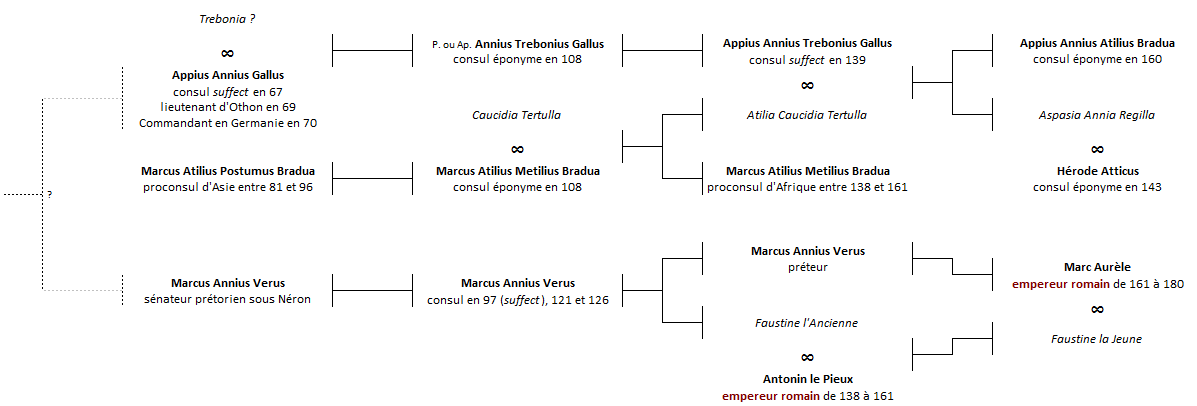
Les familles des Atilii Regilli et des Annii Trebonii et Veri sous les Flaviens et les Antonins. Arbre non exhaustif.